# Моравец, Эммануэль
Эммануэль Моравец (чеш. Emanuel Moravec; 17 апреля 1893 — 5 мая 1945) — чехословацкий военный и политический деятель. В годы немецкой оккупации Чехословакии и режима протектората — один из наиболее видных коллаборационистов, известен как «чешский Квислинг».

## Ранняя биография
Родился в Праге в 1893 году, в семье торговца. В юности поддерживал чешское национальное движение, в 1911 году демонстративно порвал с католицизмом, чтобы подчеркнуть свою оппозицию режиму Габсбургов. С началом Первой мировой войны был мобилизован в армию, в 1915 году попал в русский плен. Вступил в чехословацкий легион, участвовал в битве у Зборова. В 1918 году поддержал мятеж чехословацкого корпуса. В ноябре 1919 года, вместе с Радолой Гайдой, принимал участие в попытке восстания против колчаковской власти во Владивостоке.
После возвращения в Чехословакию Моравец служил в армейской разведке в Ужгороде, затем окончил военную академию, получив звание майора. В 1934 году написал книгу «Оборона государства», где назвал главным врагом Чехословакии нацистскую Германию. Ратовал за установление в стране авторитарного режима итальянского типа.

## Коллаборационист
Моравец активно выступал против мюнхенских соглашений, за критику нерешительной политики Бенеша был уволен из армии. После оккупации Чехии в марте 1939 года он резко поменял свои взгляды, став сторонником нацизма. Выдвинулся после начала правления в протекторате Гейдриха, став в 1942 году министром образования в правительстве Гахи. Был одним из самых влиятельных и самым пронацистски настроенных членов кабинета министров. Организовывал набор чешских добровольцев в немецкую армию, старший сын воевал в СС, а средний и младший вступили в гитлерюгенд.
Был главой Чешской антибольшевистской лиги, в 1945 году выступил инициатором создания чешской добровольческой роты СС. Эмигрантское правительство в Лондоне планировало ликвидацию Моравца, но участники диверсионной группы были схвачены вскоре после убийства Гейдриха.
5 мая 1945 года, вскоре после начала восстания в Праге, Моравец пытался добраться на легковом автомобиле до все ещё контролируемой немецкими войсками территории, но когда в автомобиле кончился бензин, он застрелился из страха попасть в плен к партизанам или Красной армии.

## Семья и личная жизнь
Моравец был мастером-масоном — факт, который он не афишировал в годы оккупации ввиду того, что нацизм рассматривал масонство как враждебное движение. Вместе со своим секретарём коллекционировал минералы (после войны его коллекция была передана в Национальный музей в Праге).
Имел троих детей — старший и средний от брака, заключённого в России с Еленой Георгиевной Бека, младший — от брака с Павлой Сонди. Оба брака закончились разводом, причём второй — из-за связи Моравца с горничной Йоланой Эммеровой, которой в тот момент было всего 16 лет. В 1942 году Моравец женился на Йолане.
Из них двое разделяли его нацистские взгляды — старший Игорь (служил в Ваффен СС, казнён вскоре после войны за измену) и младший Эмануэль (погиб в возрасте 12 лет в 1944 г. во время налёта союзной авиации). Средний, Юрий, напротив, критиковал отца, а призванный в немецкую армию — демонстративно нарушал воинскую дисциплину (был спасён от наказания после прямого вмешательства отца, по ходатайству которого наместник К. Г. Франк обратился напрямую к генерал-полковнику А. Йодлю), при первой возможности сдался союзникам. После войны отбыл заключение на шахтах, входил в состав лагерной администрации, однако заключённые вспоминали, что он не злоупотреблял своим положением. После освобождения эмигрировал в Германию, откуда переехал в селение Жигондас во Франции. Был художником, его картины стали со временем пользоваться успехом, однако он так и не обзавёлся семьёй.